# Катастрофа Bombardier Challenger 600 под Шехре-Кордом
Катастрофа Bombardier Challenger 600 под Шехре-Кордом — авиационная катастрофа, произошедшая 11 марта 2018 года. Частный самолёт Canadair CL-600-2B16 Challenger 604 авиакомпании MC Aviation выполнял частный рейс в интересах компании «Başaran Holding» по маршруту Шарджа—Стамбул, но через 58 минут после взлёта начал терять высоту и рухнул на склон горы в горной системе Загрос. Погибли все находившиеся на его борту 11 человек — 8 пассажиров и 3 члена экипажа; среди погибших была 28-летняя турецкая бизнесвумен Мина Башаран (тур. Mina Başaran), дочь известного турецкого бизнесмена Хуссейна Башарана (тур. Hüseyin Başaran).
Катастрофа стала второй (по числу погибших) за всю историю эксплуатации самолётов Bombardier Challenger 600, уступая катастрофе под Монкловой (13 погибших).

## Самолёт
Canadair CL-600-2B16 Challenger 604 (регистрационный номер TC-TRB, серийный 5494) был выпущен в 2001 году. Оснащён двумя турбовентиляторными двигателями General Electric CF34-3B. 30 апреля того же года был зарегистрирован в компании-производителе (борт N494JC). Находился во владении лизинговых компаний:
- Jet Connection Business Flight AG (с 7 ноября 2001 года по 20 марта 2009 года, борт D-ANKE),
- Swiss Global Jet Management AG (с 20 марта 2009 года по 10 апреля 2010 года),
- Nomad Aviation (с 10 апреля по 23 декабря 2010 года, в обеих летал под постоянным б/н HB-JRN),
- Western Gulf Assets, Ltd (с 23 декабря 2010 года по 9 июня 2012 года, борт M-ALII).

9 июня 2012 года перешёл во владение компании «Başaran Holding», которая передала его авиакомпании MC Aviation (в ней его б/н сменился на TC-TRB). На день катастрофы совершил 3807 циклов «взлёт-посадка» и налетал 7935 часов.

## Экипаж и пассажиры
Состав экипажа борта TC-TRB был таким:
- Командир воздушного судна (КВС) — 36-летняя Берил Гебеш (тур. Beril Gebeş). Налетала свыше 4880 часов, свыше 1600 из них на Bombardier Challenger 600[1].
- Второй пилот — 40-летняя Мелике Куввет (тур. Melike Kuvvet). Налетала 1132 часа, 114 из них на Bombardier Challenger 600[1].
- Стюардесса — Эда Услу (тур. Eda Uslu).

Пассажирами самолёта были 8 женщин, возвращавшиеся с девичника в Дубае, посвящённого скорой свадьбе Мины Башаран, которая также находилась на борту самолёта; остальные 7 пассажиров были её подруги. 2 находившиеся на борту женщины были беременны.

## Хронология событий

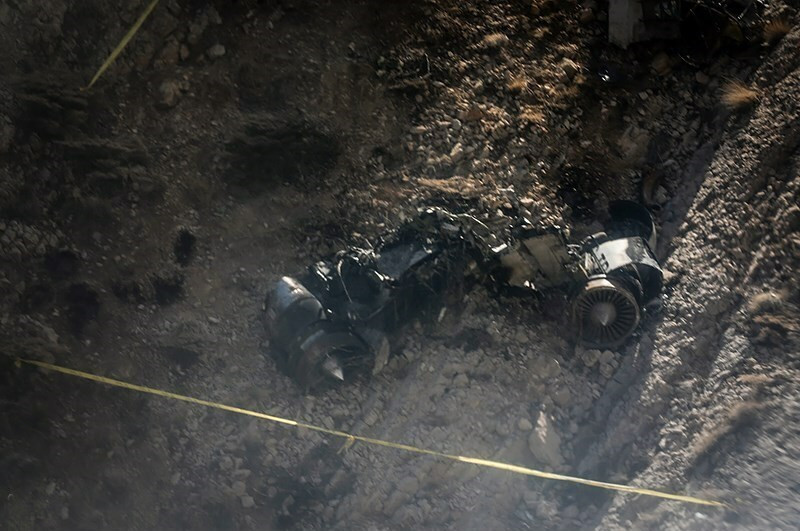
Обломки обеих двигателей борта TC-TRB

Борт TC-TRB вылетел из Шарджи в 17:11 по местному времени, на его борту находились 3 члена экипажа и 8 пассажиров. 15 минут спустя (В 17:26) самолёт вошёл в РПИ Тегерана. Авиадиспетчер дал экипажу указание набирать эшелон FL340 (10 350 метров). Примерно в 17:32 пилоты запросили разрешение на набор эшелона FL380 (11 600 метров) и получили разрешение.
В это время у КВС и второго пилота появились расхождения в показаниях скорости. Указатель скорости со стороны командира отображал увеличение скорости, а указатель скорости со стороны второго пилота — её уменьшение. В кабине прозвучал сигнал, предупреждающий экипаж о расхождениях, на приборной панели загорелась надпись «EFIS COMP MON».
Вскоре сработал вибросигнализатор о превышении скорости, что побудило пилотов уменьшить тягу двигателей, но на самом деле сигнал о превышении скорости был ложным, а фактическая скорость приближала самолёт к сваливанию. Экипаж отключил автопилот, в кабине сработал сигнал GPWS о сваливании. Из-за произошедшего ранее ложного срабатывания вибросигнализатора командир восприняла это как сигнал о превышении скорости и потянула штурвал на себя. Самолёт вошёл в сваливание и начал быстрое снижение, оба двигателя воспламенились. Параметрический самописец самолёта отключился, а речевой самописец продолжал запись ещё 1 минуту и 20 секунд.
В 18:09 борт TC-TRB рухнул на склон горы в горной системе Загрос и полностью разрушился. Все 11 человек на его борту погибли.

## Спасательная операция

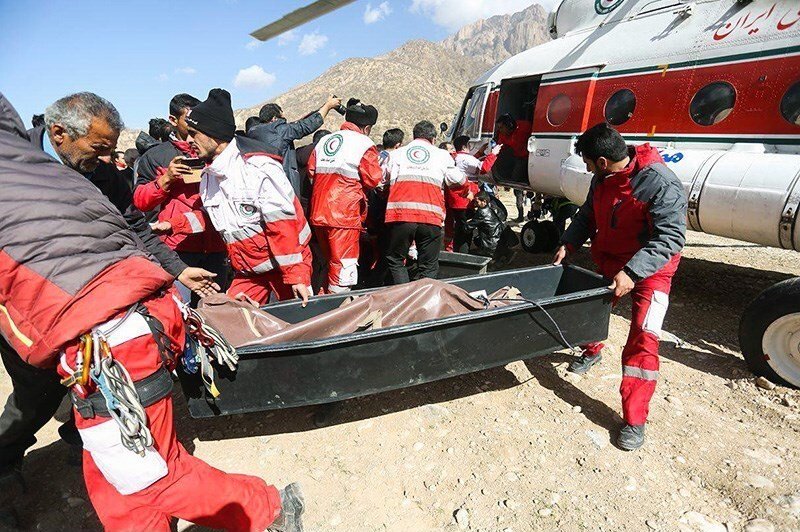
Спасатели загружают тело в вертолёт

Местные жители увидели столб дыма, поднимавшийся от склона горы, и первыми прибыли на место катастрофы. Иранские спасатели прибыли позже и обнаружили обгоревшие тела 10 погибших. Плохие погодные условия на месте катастрофы серьёзно осложнили спасательную операцию. Тело 11 жертвы катастрофы так и не было найдено. Тела погибших были транспортированы в Тегеран вертолётом. Турция направила военный самолёт со спасателями для помощи в операции. Для идентификации тел потребовался анализ ДНК.
После опознания тела 10 погибших (второго пилота, стюардессы и 8 пассажиров) были доставлены в Стамбул, а затем переданы семьям погибших. Иранская организация судебной медицины заявила, что в ходе спасательной операции тело КВС так и не было обнаружено.

## Расследование
Оба бортовых самописца разбившегося самолёта (речевой и параметрический) были извлечены для последующей расшифровки.
В сентябре 2018 года Комиссия по расследованию авиационных происшествий управления гражданской авиации Ирана (англ. Aircraft Accident Investigation Board of the Iranian civil aviation) опубликовала предварительный отчёт расследования, в котором указывалось, что незадолго до достижения крейсерского эшелона стало заметно несоответствие между показаниями воздушной скорости у обоих пилотов. Тяга двигателей была уменьшена, и вскоре после этого активировался вибросигнализатор. Впоследствии самолет ушёл в сваливание и начал интенсивное снижение, а оба двигателя загорелись. Управление самолётом не было восстановлено, и он рухнул на склон горы.
10 марта 2020 года был опубликован окончательный отчёт расследования. Следователи пришли к выводу, что катастрофа борта TC-TRB произошла из-за недостаточной подготовки экипажа к подобным техническим неисправностям.